# أحداث كاستيلبلانكو
أحداث كاستيل بلانكو هي أحداث جرت في مدينة كاستيلبلانكو الإسبانية بمقاطعة بطليوس يوم 31 ديسمبر 1931 بين بعض القرويين المحليين والحرس المدني، التي انتهت بإعدام أربعة من أعضاء تلك الهيئة. لقد كانت بداية «أسبوع مأساوي» في فترة السنتين الأولى من عمر الجمهورية الثانية.

## الأحداث
يعتبر موسم فصل الشتاء هو موسم الذي يكاد ينعدم فيه العمل لعمال اليومية في مزارع إكستريمادورا وأندلسيا، مما يجعل التوترات الاجتماعية على أشدها. ففي 20 ديسمبر 1931 في كاستيل بلانكو وهي بلدة كبيرة نسبيًا في مقاطعة بطليوس، عقد الاتحاد الوطني للعاملين بالأرض (FNTT) مظاهرة سلمية مطالبين بالعمل، لكن الحرس المدني فضها (ولم يكن هناك ضحايا) مدعيا أنه غير قانونية لأنه لم يتم طلب إذن إداري على الرغم من أنه حق معترف به في دستور 1931 قبل أيام قليلة من موافقة البرلمان التأسيسي للجمهورية الثانية. فدعت FNTT إلى إضراب عام لمدة يومين كان هدفه نقل الرئيس المحلي للحرس المدني الذي اتهموه بدعم المالكين والزعماء المحليين ضد التشريعات الاجتماعية المنفذة حديثًا.
ثم جرت مظاهرة جديدة يوم 30 من الشهر، وعلى الرغم من أنه تم طلب تفويض هذه المرة إلا أن عمدة البلدة لم يمنحها لأسباب تتعلق بالنظام العام، رغم أنه نُظم في النهاية دون وقوع حوادث قبل تدخل مطبقي القانون. في اليوم التالي أرسل العمدة الحرس المدني إلى مقر قيادة FNTT لطلب إلغاء مظاهرة جديدة كانت مقررة في ذلك اليوم. بينما كانوا يتفاوضون، أهانت مجموعة من النساء أربعة من الحرس المدني كانوا بالخارج. بدأت المواجهة عندما حاول هؤلاء الحرس منع متظاهرين من دخول المبنى بعنف. وفقًا لبعض الأقوال فقد قُتل متظاهر برصاص الحرس المدني، وربما كانت طائشة. أما التقرير الرسمي فذكر أن المدني المتوفى وقع بعد أن قتل عريفًا بسكين في الرقبة، وحاول صد عدوان رفاقه. وفي تلك اللحظة انقض عليهم جزء من الحشد بالعصي والحجارة والسكاكين وقتلهم بقسوة شديدة.

## التأثير
كانت الصدمة الناجمة عن تلك الأحداث في البلاد هائلة. فعلق الجنرال خوسي سانخورخو المدير العام للحرس المدني قائلاً: إنه لم يشاهد ذلك حتى في أكثر المناطق بدائية، فقد شاهد جثثًا مشوهة جدًا. وترأس دفن الحراس المدنيين الأربعة وزير الداخلية سانتياغو كاساريس كيروغا. اعتبر الدكتور مارانيون في مقال نشر في جريدة El Sol أن أحداث كاستيلبلانكو هي عمليات قتل نتيجة للظروف اللاإنسانية التي عاش فيها فلاحو إكستريمادورا، مشيرًا إلى أن المسئولية الحقيقية عن الوفيات كانت على أولئك الذين أبقوا الفلاحين في حالة من الضعف والتخلف المخزي. كانت هذه إحدى الحجج التي استخدمها لويس خيمينيز دي أسيا محامي الدفاع عن المتهمين (وأنه كان رئيس اللجنة التي صاغت دستور 1931) لكن المحكمة أصدرت ستة أحكام بالإعدام، ثم خفف الحكم إلى السجن مدى الحياة.
أدى التوتر الناجم عن أحداث كاستيلبلانكو إلى إضعاف البنية السياسية والاجتماعية في ذاك الوقت. وبسبب ما حدث فقد غضب رئيس الحرس المدني الجنرال سانخورخو الذي كان قاد انقلابا فاشلا سنة 1932 وكان أحد المشاركين بانقلاب يوليو 1936 الذي أشعل الحرب الأهلية.
وبعدها ببضعة أيام في زالميا دي لا سيرينا وبعد الدروس التي اخذها الحرس المدني في كاستيلبلانكو تدخل بعد احداث من العنف النقابي أسفر عن مقتل اثنين من المزارعين وجرح ثلاثة آخرين. وفي يوم السبت 2 يناير في إبيلا (سرقسطة) أضرب عمال مصنع سكر بدعم من العمال اليومية المحليين الذين لم يخرجوا إلى العمل في الريف واغلقوا بعض المنشآت. في اليوم التالي الأحد 3 يناير تظاهر حوالي خمسمائة شخص في ساحة البلدة. فتدخّل الحرس المدني وأخلى الساحة، مما أدى إلى مواجهة قُتل فيها شخصان وجُرح عدد آخر. في اليوم التالي الاثنين 4 يناير كانت هناك مظاهرة للفلاحين في جيريزا (بلنسية) لمواجهة أرباب العمل الذين لم يقبلوا بقوانين العمل المقترحة، فتلقى الحرس المدني على ظهور الخيل وابل من الشتائم والأحجار. ولكنهم كانوا مزودين بالسيوف والطلقات. فكانت النتيجة أربعة قتلى و 13 جريحًا اثنتان منهم من النساء. وبعد يومين في 5 يناير وقعت الأحداث الأكثر مأساوية أحداث أرنيدو.

## ارتباطها مع أحداث أرنيدو
قد يكون للتوتر الناجم عن أحداث كاستيلبلانكو تأثير على النهاية المأساوية لما سميت بأحداث أرنيدو، التي وقعت بعدها بخمسة أيام، أي يوم 5 يناير 1932 حيث جرى اشتباك آخر في مدينة ريوخا مع الحرس المدني، عندما رافقت مجموعة من العمال وفداً لحضور اجتماع تفاوضي مع أرباب العمل حول إنهاء الإضراب الذي دعا إليه اتحاد العمال العام (UGT). وعندما اقترب الحرس المدني من العمال المجتمعين ازدادت أعدادهم وبدأوا بالتعدي على الحرس، وربما روع الحرس ماجرى في كاستيلبلانكو، ففتحوا النار على التجمع، مما أسفر عن مقتل أحد عشر شخصًا - بمن فيهم طفل وخمس نساء - وجرح ثلاثين. تسببت هذه الأحداث بفضيحة ضخمة. إذا كان الرأي العام في الغالب متضامنا مع الحرس المدني بعد أحداث كاستيلبلانكو، إلا أنه انقلب هذه المرة. فطلب البرلمان إقالة الجنرال سانخورخو رئيس الحرس المدني، إلا أن حكومة أثانيا رفضت ذلك، ولكن بعد شهر حل محله ميغيل كابانياس وعينته رئيسًا لحرس الحدود.

## وصلات خارجية
- Artículo de 2 de enero de 1932 en El Socialista (órgano de expresión del PSOE) sobre los sucesos de Castilblanco
- Alonso de la Torre، José Ramón (17 فبراير 2008). "Castilblanco, 77 años después". Hoy. مؤرشف من الأصل في 2019-08-01. {{استشهاد ويب}}: الوسيط غير المعروف |fechaacceso= تم تجاهله يقترح استخدام |access-date= (مساعدة)
- Artículo LOS SUCESOS DE CASTILBLANCO, en la Revista La Benemérita al Día.